# Lista över vattendrag på Island
Detta är en lista över större vattendrag på Island listade efter deras längd.
| Namn              | Längd (km) | Avr. område (km2) | Snittflöde (m3/s) | Källa                                              | Mynning                                                   | Biflöden                       | Regioner          |
| ----------------- | ---------- | ----------------- | ----------------- | -------------------------------------------------- | --------------------------------------------------------- | ------------------------------ | ----------------- |
| Þjórsá            | 230        | 7 530             | 383               | Hofsjökull                                         | Mellan Stokkseyri och Hella                               | Tungnaá                        | Suðurland         |
| Jökulsá á Fjöllum | 206        | 7 750             | 212               | norr om Vatnajökull (Brúarjökull)                  | Öxarfjörður                                               | Arnardalsá                     | Norðurland eystra |
| Hvítá             | 185        |                   |                   | Hvítárvatn                                         | I närheten av Selfoss                                     | Búará                          | Suðurland         |
| Skjálfandafljót   | 178        |                   |                   | Le Vonarskarð en dessous du Bárðarbunga            | Skjálfandi                                                | Svartá, Sandá et Mjóadalsá     | Norðurland eystra |
| Jökulsá á Brú     | 150        |                   |                   | Brúarjökull                                        | Héraðsflói                                                | Gilsá                          | Austurland        |
| Tungnaá           | 129        |                   |                   | Vid Kerlingar, öst om Vatnajökull                  | Þjórsá                                                    |                                | Suðurland         |
| Blanda            | 125        |                   |                   | Hofsjökull                                         | Blönduós, i Húnaflóibukten                                | Svartá                         | Norðurland vestra |
| Hvítá             | 117        |                   |                   | Eiríksjökull                                       | Borgarfjörður                                             | Norðurá                        | Austurland        |
| Fnjóská           | 117        |                   |                   | Sprengisandur                                      | Eyjafjörður                                               |                                | Norðurland eystra |
| Kúðafljót         | 115        |                   |                   | Mýrdalsjökull                                      | Mellan Álfataver och Meðalland                            | Hólmsá, Tungufljót och Eldvatn | Suðurland         |
| Markarfljót       | 100        |                   |                   | Mýrdalsjökull                                      | Hvolsvöllur                                               | Krossá                         | Suðurland         |
| Laxá í Aðaldal    | 93         |                   |                   | Mývatn                                             | Skjálfandafljót                                           | Reykjadalsá                    | Norðurland eystra |
| Hofsá             | 85         |                   |                   | Jökuldalsheiði                                     | Vopnafjörður                                              |                                | Austurland        |
| Eyjafjarðará      | 60         |                   |                   | Eyjafjarðardalur                                   | Eyjafjörður                                               |                                | Norðurland eystra |
| Kreppa            | 60         |                   |                   | Brúarjökull                                        | Jökulsá á Fjöllum                                         |                                | Norðurland eystra |
| Hörgá             | 50         |                   |                   | Hörgárdalur                                        | Eyjafjörður                                               |                                | Norðurland eystra |
| Krossá            | 41         |                   |                   | Mýrdalsjökull                                      | Markarfljót                                               |                                | Suðurland         |
| Héraðsvötn        | 40         |                   |                   | Sammanflöde av Austari-Jökulsá och Vestari-Jökulsá | Skagafjörður                                              |                                | Norðurland vestra |
| Elliðaár          | 34         |                   |                   | Bláfjöll                                           | Reykjavik / Elliðaárvogur                                 |                                | Höfuðborgarsvæðið |
| Skeiðará          | 30         |                   |                   | Skeiðarárjökull                                    | Océan Atlantique                                          |                                | Suðurland         |
| Ölfusá            | 25         |                   | 440               | Sammanflöde av Sog och Hvítá                       | I närheten av Selfoss                                     | Sog och Hvítá                  | Suðurland         |
| Sog               | 19         |                   |                   | Þingvallavatn                                      | I närheten av Selfoss                                     |                                | Suðurland         |
| Múlakvísl         |            |                   |                   | Mýrdalsjökull                                      | Vid Mýrdalssandur, mellan Hjörleifshöfði och Vík í Mýrdal |                                | Suðurland         |
| Öxará             | 17         |                   |                   | Myrkvavatn                                         | Þingvallavatn                                             |                                | Vesturland        |
| Eystri-Rangá      |            |                   |                   | Rangárbotn                                         | Þverá                                                     |                                | Suðurland         |
| Norðurá (Mýrar)   |            |                   |                   | Holtavörtuheiði                                    | Borgarfjörður                                             |                                | Austurland        |
| Dynjandisá        |            |                   |                   | Dynjandisheiði                                     | Geirþjófsfjörður                                          |                                | Vestfirðir        |
| Glerá             |            |                   |                   | Glerárdalur                                        | Eyjafjörður                                               |                                | Norðurland eystra |
| Krossá            |            |                   |                   | Ódáðahraun                                         | Skjálfandafljót                                           |                                | Norðurland eystra |
| Norðurá           |            |                   |                   | Öxnadalsheiði                                      | Héraðsvötn                                                |                                | Norðurland eystra |

|                                                                   |
| Vattendragens sträckning, inklusive eventuella bifloder och sjöar |

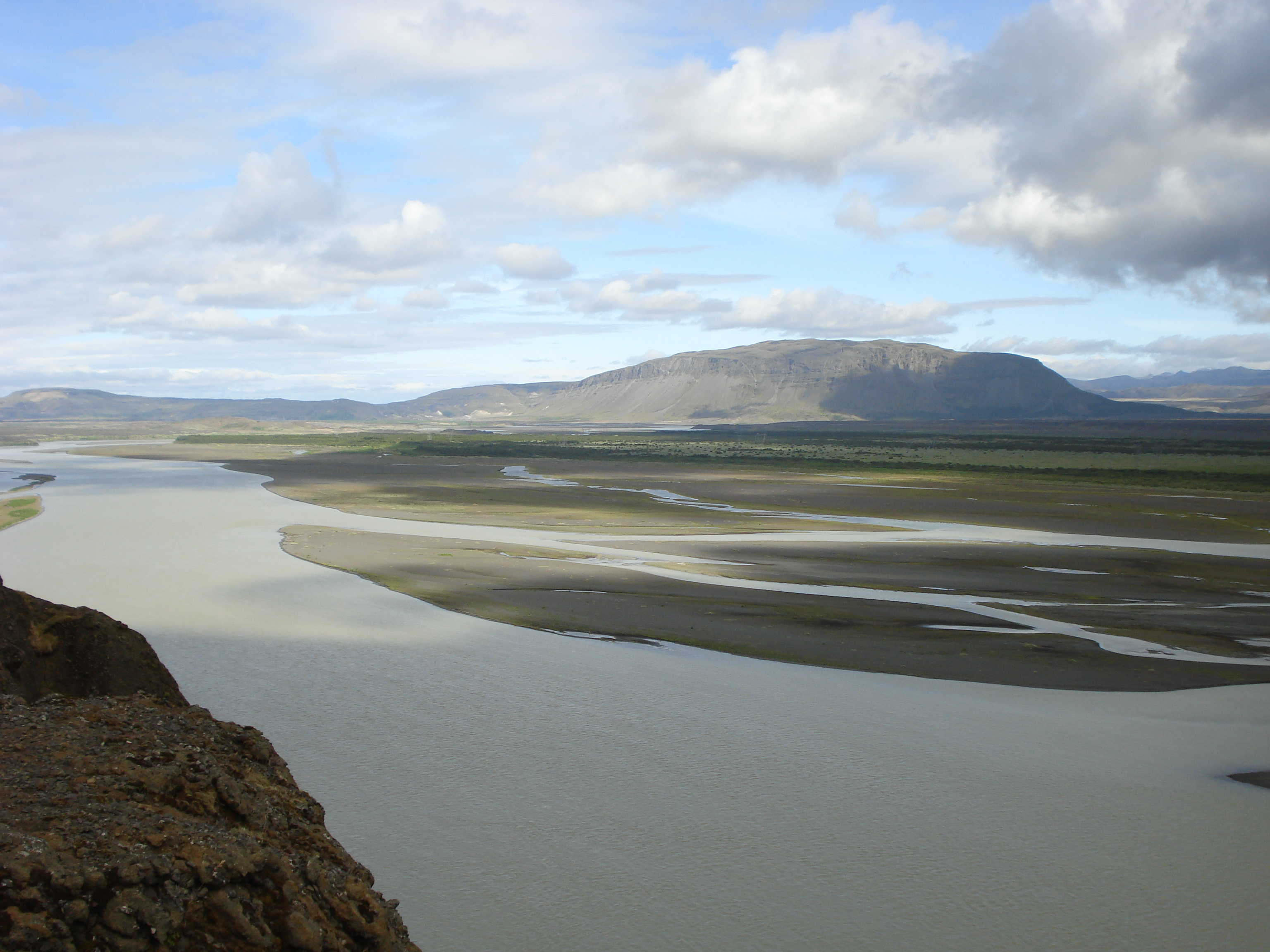
Þjórsá
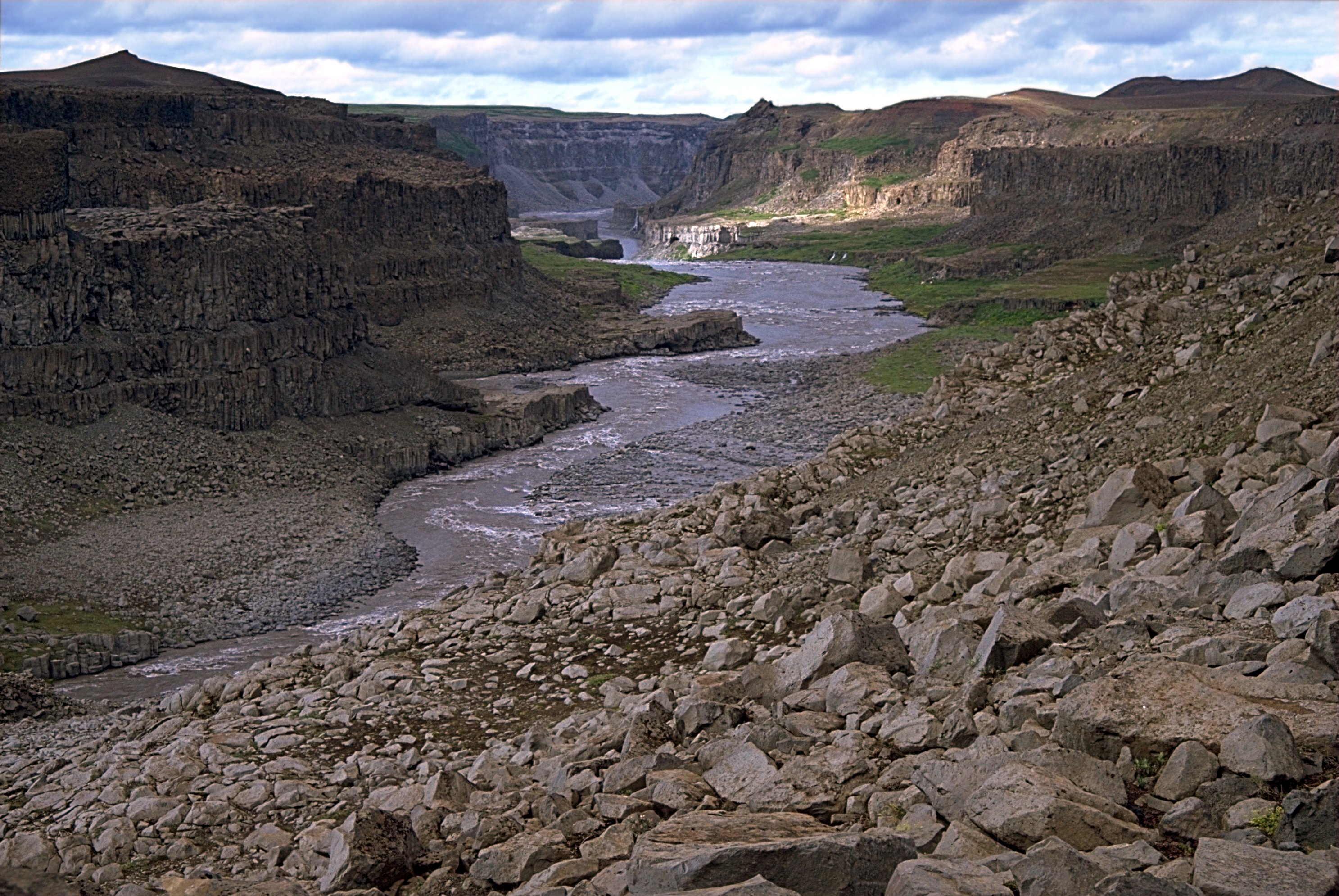
Jökulsá á Fjöllum
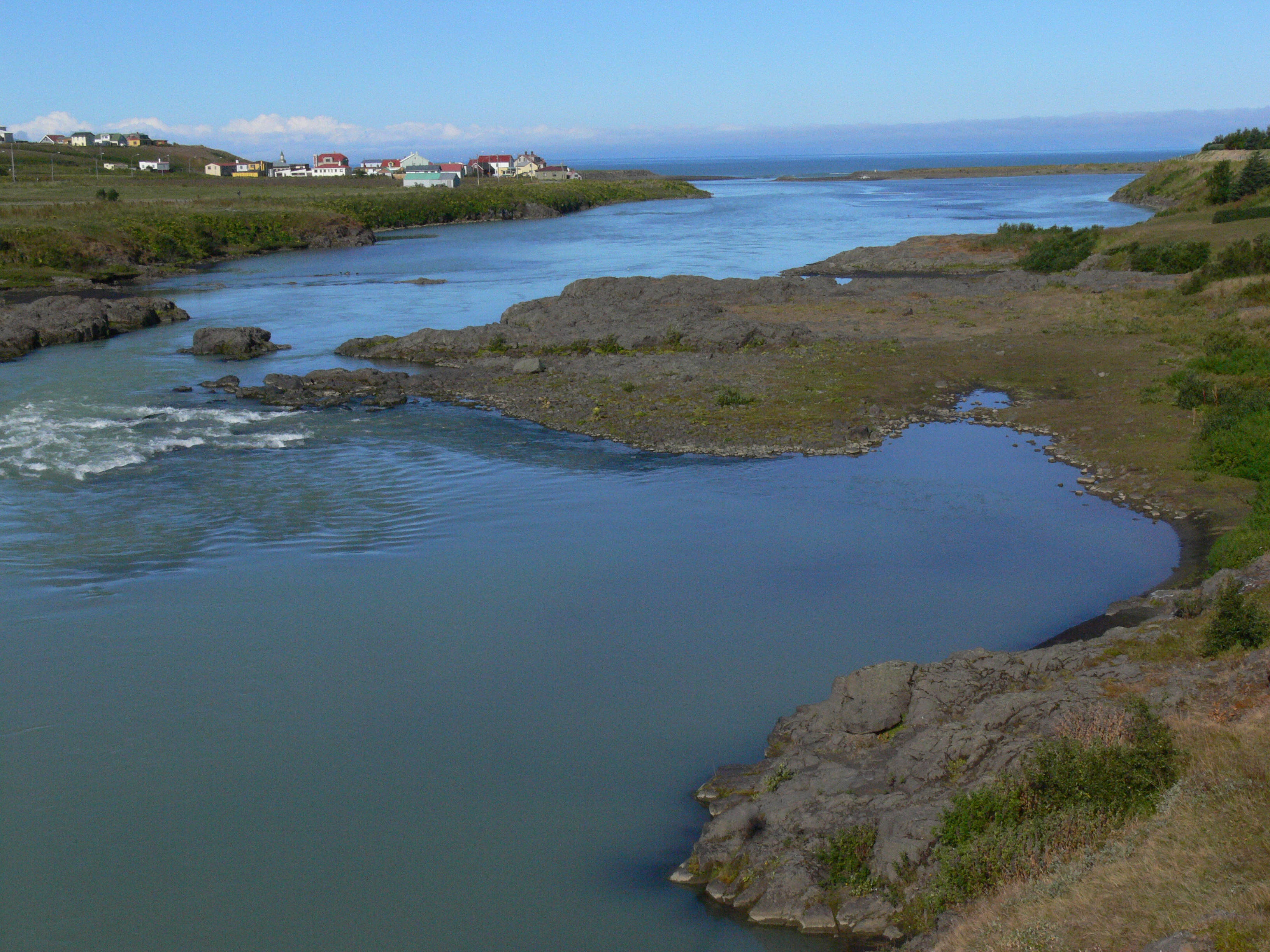
Blanda
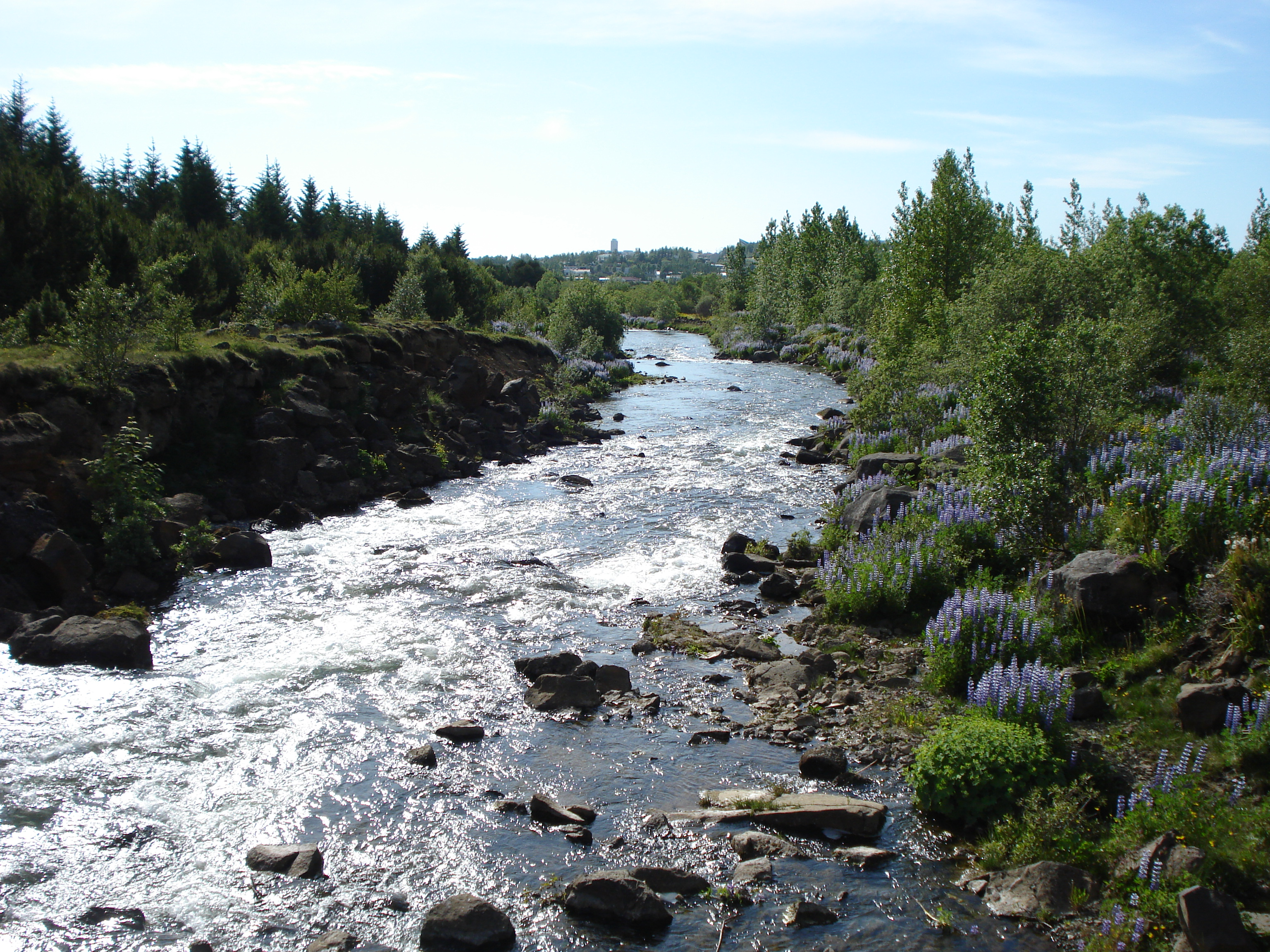
Elliðaár
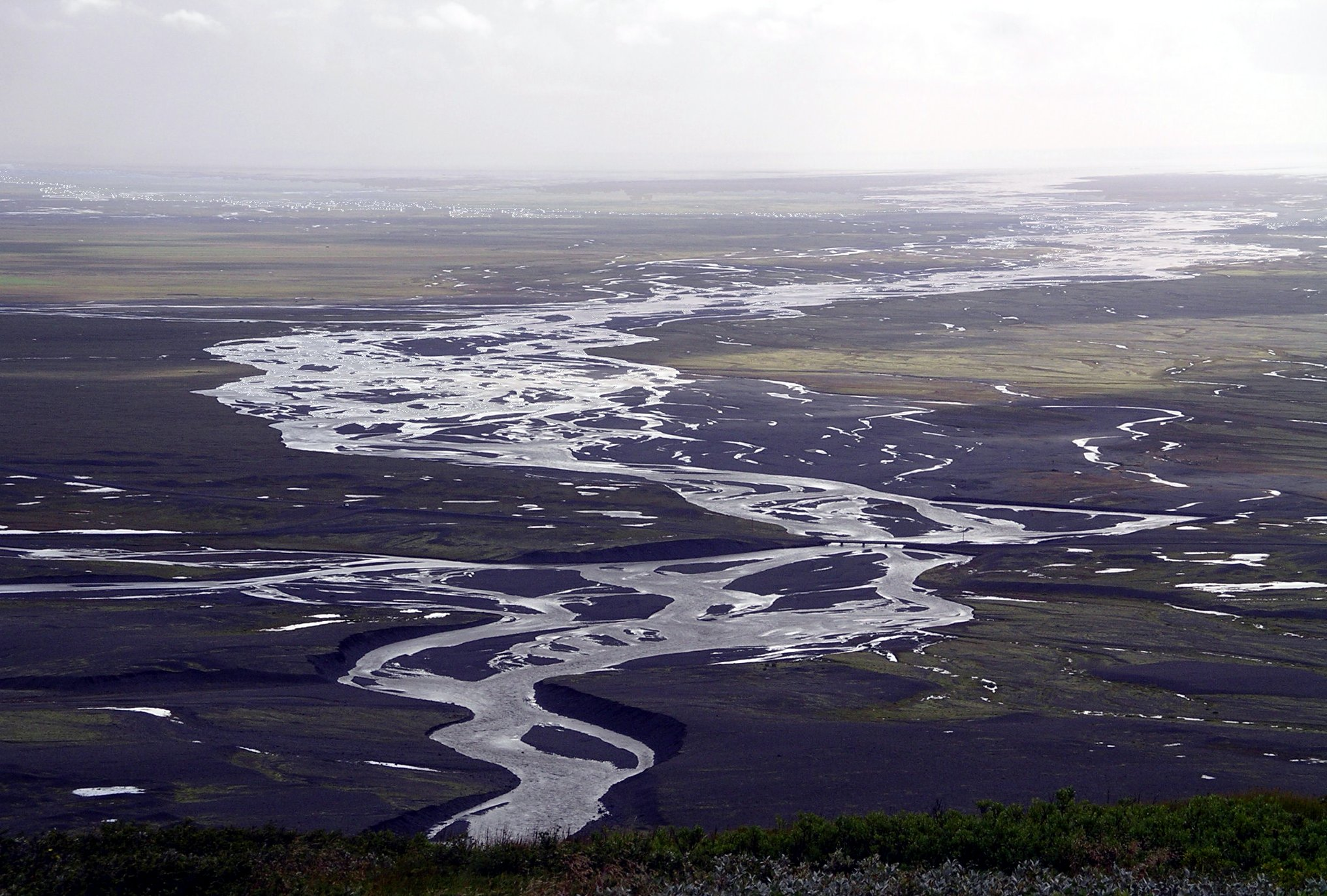
Skeiðará